# Valentina Lisicja
Valentina Evgenivna Lisicja (ukrajinski Валентина Євгенівна Лисиця) (Kijev, 1973.) ukrajinska je pijanistica.

## Životopis
Lisicjina je majka ruskog i poljskog podrijetla, dok je Lisicjin otac, Jevgenij, ukrajinskog. Lisicja je počela svirati klavir u dobi od tri godine te je pohađala glazbenu akademiju „Petar Čajkovski”, gdje je Lisicji i njezinom budućem suprugu, Alekseju Kuznjecovom, nastavnica bila Ljudmila Cvjerko. Godine 1991., Lisicja i Kuznjecov preselili su se u SAD te se vjenčali 1992. godine. 
Lisicja je 2007. objavila video na YouTubeu te su Lisicjine izvedbe Chopinovih etida postale najgledanija internetska kolekcija Chopinovih etida na YouTubeu.